# Mario Evaristo
Marino "Mario" Evaristo (10. december 1908 – 30. april 1993) var en argentinsk fodboldspiller (venstre wing).
Han var en del af det argentinske landshold, der vandt sølv ved VM i 1930 i Uruguay efter finalenederlag til værtsnationen. På klubplan repræsenterede han primært Boca Juniors i hjemlandet, hvor han var med til at vinde tre argentinske mesterskaber. Han havde også ophold hos blandt andet Independiente, italienske Genoa og franske OGC Nice.

## Titler
Primera División de Argentina
- 1926, 1930 og 1931 med Boca Juniors